# Antonio Santori
Antonio Santori (Montréal, 14 marzo 1961 – Civitanova Marche, 30 agosto 2007) è stato un poeta e saggista italiano.

## Biografia
Nato a Montréal (Canada) da genitori italiani, ha fatto ritorno in tenera età nel territorio delle Marche, dove, tra le città di Fermo, Macerata, Civitanova Marche e Sant'Elpidio a Mare ha vissuto per il resto della sua vita.
Laureato in Filosofia presso l'Università di Macerata con una tesi sul linguaggio mitopoietico, è stato docente di Scienze Umane presso i Licei pubblici di Camerino e Fermo e presso la SSIS dell'Università di Macerata. Ha fondato e diretto il Centro Studi "Laboratorio di Poesia della Marca", dedicato allo studio della  letteratura europea e attivo dal 1993 al 2007; all'interno del Laboratorio, Santori ha tenuto in questi anni costantemente seminari pubblici e incontri con i maggiori poeti italiani contemporanei.
Attivissimo operatore culturale, tra le sue iniziative si ricordano i "Dialoghi filosofici", incontri pubblici organizzati tra il 1994 e il 1995 nella città di Civitanova Marche, alla presenza, tra gli altri, di Hans-Georg Gadamer ed Emanuele Severino; nonché l'evento internazionale "Europe. Festival delle radici cristiane", realizzato nella Provincia di Fermo tra il 2004 e il 2006. Ha ricoperto il ruolo di Assessore alla Cultura nel comune di Sant'Elpidio a Mare tra il 2005 e il 2007, dopo essersi candidato con una lista civica ("Progetto Socrate") alle precedenti elezioni comunali.
Ha fondato e diretto la casa editrice "L'Albatro Edizioni" (chiusa) e, tra il 1998 e il 2001, il mensile letterario "Laboratorio", una delle prime riviste telematiche italiane dedicate alla letteratura europea contemporanea.
Autore di quattro poemi, la sua opera in versi si caratterizza per un recupero della forma poematica, nella quale l'abbassamento lirico post-montaliano si coniuga con una ricerca sulla parola come simbolo ispirata a Cesare Pavese, Giorgio Caproni, Mario Luzi, Piero Bigongiari.
È morto nella città di Civitanova Marche, il 30 agosto del 2007, all'età di 46 anni, in seguito a un carcinoma polmonare.

## L'opera poetica
Santori ha pubblicato quattro poemi - Infinita, Albergo a ore, Saltata, La linea alba - tra il 1990 e il 2007. 
Costante nella sua opera in versi è la tematica della ricerca di un senso universale delle cose, un Mistero al quale l'uomo cerca di avvicinarsi e che tenta enigmaticamente di decifrare nel suo evento fondativo. Importante per  Antonio Santori è  l'opera di filosofi come Friedrich Nietzsche, Martin Heidegger, Carl Gustav Jung, Hans-Georg Gadamer, ai quali ha dedicato studi e pubblicazioni, e la cui influenza si manifesta nella Weltanschauung dei suoi poemi.
Significativo è in Santori l'utilizzo della forma del poema. Questo dato non è squisitamente stilistico, ma assume un valore ermeneutico ben preciso, volto al recupero di una letteratura come visione e racconto meta-individualistico della verità.
Hanno scritto della sua opera, tra gli altri: Piero Bigongiari, Davide Rondoni, Elio Gioanola, Giorgio Bàrberi Squarotti, Gianfranco Lauretano, Flavia Lepre, Maria Luisa Spaziani Angela Bianchi. Definito dal critico e poeta Paolo Ruffilli come "il poeta più interessante della sua generazione", è presente in numerose antologie, tra cui Il pensiero dominante. Poesia italiana 1970-2000, a cura di Franco Loi e Davide Rondoni. La sua poesia è stata inoltre tradotta in inglese da Tania Calcinaro, in tedesco da Verena von Koskull, in francese da Francis Catalano e Antonella D’Agostino.
Dalle opere in versi di Antonio Santori sono state  tratte numerose letture pubbliche e riduzioni teatrali. Tra queste, possiamo ricordare la lettura che egli stesso propose a Sant'Elpidio a Mare, nell'estate del 2006, con il premio Nobel Derek Walcott, accompagnato dal pianista Ramberto Ciammarughi; e l'interpretazione del poema "Saltata" da parte degli attori Luca Violini e Christian Iansante.

## L'opera saggistica
Sul piano saggistico, la ricerca di Santori si è concentrata nel campo dell'estetica, dove ha approfondito l'opera di Cesare Pavese, con particolare attenzione a I Dialoghi con Leucò, e quella di Friedrich Nietzsche, con particolare attenzione a Così parlò Zarathustra. Di entrambi questi autori Santori ha proposto una lettura simbolica e junghiana. Della filosofia nietzschiana, in particolare, ha avanzato una interpretazione collegata all'idea di linguaggio poetico più tardi delineata da Martin Heidegger come eccedenza di senso, corrispondente al simbolo alchemico dell'oro.
Sulla medesima linea Santori aveva concepito il progetto di un saggio, rimasto incompiuto, dedicato al rapporto tra scrittura e suicidio, dal titolo (tratto da un emistichio di Carlo Michelstaedter):  Perch'io ti porti il dono luminoso.

## Opere

### Poesia
- Infinita, NCE, 1990.
- Albergo a ore, NCE, 1992.
- Saltata, NCE, 1998.
- La linea alba, Marsilio, 2007.
- Antonio Santori, “L'opera poetica. La pagina bianca del possibile e del necessario”, Opera Omnia a cura di Angela Bianchi e Cesare Catà, Ancona, Italic&Pequod, 2017.

### Saggistica
- La poetica del dialogo, in Annali della Facoltà di Lettere e Filosofia, XVIII, Editrice Antenore, Padova, 1985.
- Quei loro incontri… (i Dialoghi con Leucò di Cesare Pavese), Antenore 1985 ("Premio Pavese" 1993).
- Verso la meraviglia d'oro. Dono e incoscienza in Nietzsche, Il Lavoro Editoriale, Ancona, 1990.
- Dall'Infinita al dialogo, in "clanDestino", 3 / 1990.
- Chi sono io, chi sei tu: l'uomo, la donna, il rapporto con l'alterità dal Medioevo a noi, Andrea Livi Editore, Fermo, 2003.

### Teatro
Come Dio
Il sogno di Dante
Nel Voltarsi

### Canzoni
- Alberi volanti. La storia di Bosko e Admira, musica di Bip Gismondi testo di Antonio Santori